# Luca Wackermann
Luca Wackermann (Rho, província de Milà, 13 de març de 1992) és un ciclista italià, professional des del 2013. Actualment corre a l'equip Vini Zabù-KTM.

## Palmarès
- 2009
  -  Campió d'Europa júnior en Ruta
- 2016
  - 1r al Tour d'Orània i vencedor de 2 etapes
  - 1r al Tour de Blida i vencedor de 2 etapes
  - 1r al Tour d'Annaba i vencedor d'una etapa
  - Vencedor d'una etapa al Tour de l'Azerbaidjan
  - Vencedor d'una etapa al Gran Premi Abimota
- 2018
  - Vencedor d'una etapa al Tour del Llemosí
- 2020
  - 1r al Tour del Llemosí i vencedor d'una etapa

### Resultats al Giro d'Itàlia
- 2020. No surt (5a etapa)